# إيليغ
إيليغ مدينة تاريخية تقع وسط قبيلة تازروالت ببلاد السوس بالمغرب الأقصى أسسها الأمير أبو حسون السملالي وجعلها عاصمة لإمارته، وقد شرع في بنائها في العام 1021 هـ وسكنها في العام 1031 هـ تقع على بعد 52 كلم من مدينة تزنيت و 6 كلم من زاوية سيدي أحمد أوموسى قرب تازروالت. أقام لها بودميعة سوراً وجعل لها أربعة أبواب: باب العين وباب أزاغار وباب تالعينت وباب الملاحين، وانتدب الناس إلى سكناها كما فصل فيها أسواقاً مصفوفة بالدكاكين وفرض على القبائل الارتحال إلى عاصمته الجديدة لتعمر بهم بمن فيهم الافرانيون والاعراب الصحراويون كما استقرت بها طائفة من اليهود فاسسوا فيها كنيساً، لكن تم هدمه لاحقا بفتوى من الشيخ أبي مهدي عيسى السكتاني بعد خلاف بين فقهاء ايليغ في جوازه، باعتبار ان يهود ايليغ طارئون وليسوا أهل بلد أصليين، لهم وكان لهم مقبرتين وملاّح.
ايليغ الحديثة بنيت على أنقاض القديمة التي دمرتها مدافع المولى الرشيد سنة 1081 هـ.